# Arthur Jubelt

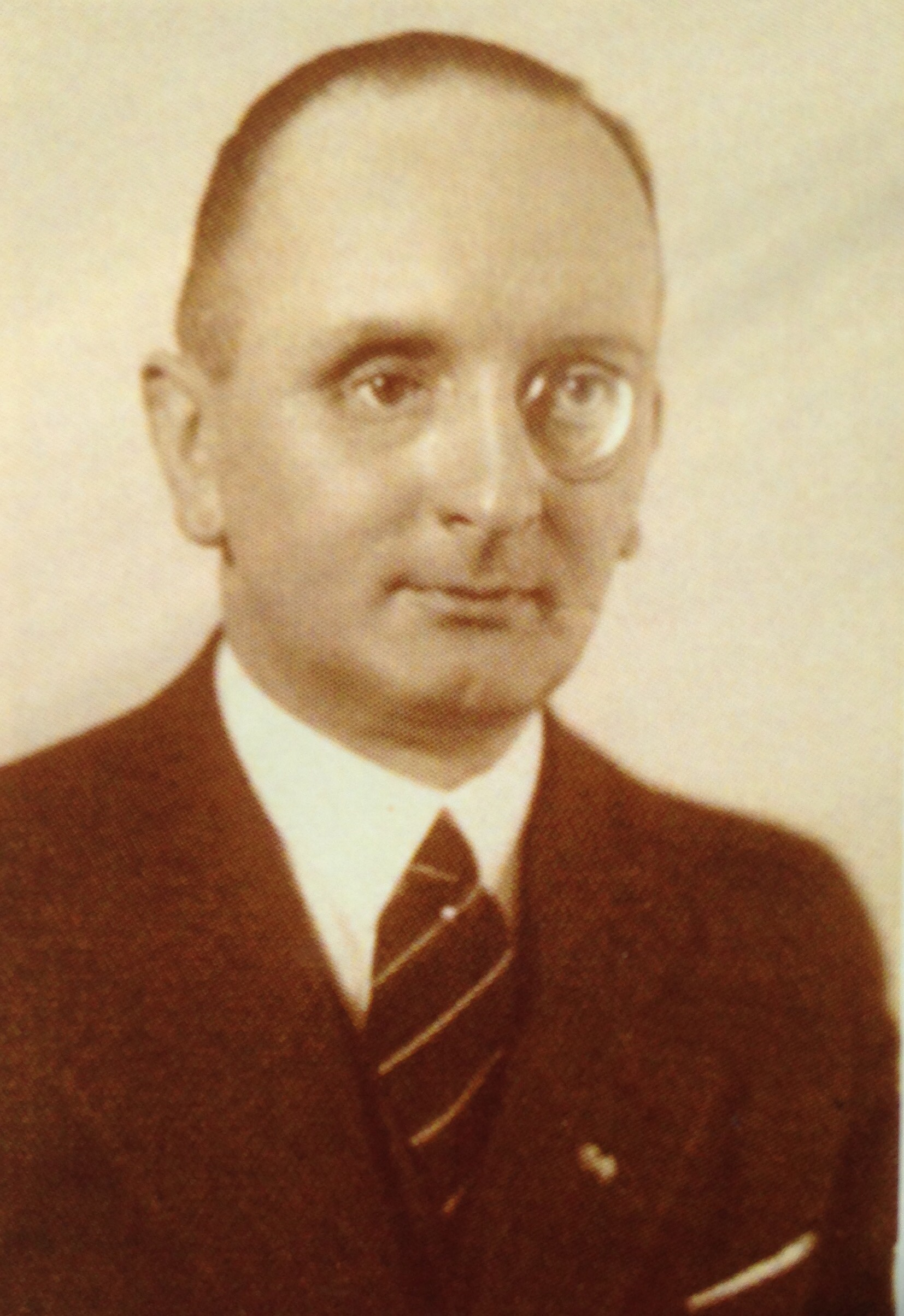
Arthur Jubelt

Arthur Jubelt (* 31. Januar 1894 in Zeitz; † 6. Dezember 1947 im Speziallager Nr. 2 Buchenwald) war ein deutscher Verleger und Heimatforscher. 1945 war er kommissarischer Oberbürgermeister der Stadt Zeitz.

## Leben
Arthur Jubelts Eltern waren der Verleger und Buchhändler Reinhold Jubelt und seine Frau Agnes geb. Herrmann. Der Vater gründete 1889 die Buchhandlung Jubelt in der Brüderstraße in Zeitz und verlegte ab 1901 die Zeitzer Neuesten Nachrichten (ZNN). Arthur Jubelt nahm ab 1915 als Offizier am Ersten Weltkrieg teil und war zuletzt Oberleutnant. Ab 1920 studierte er Rechtswissenschaft und Kunstgeschichte an der Eberhard Karls Universität Tübingen. 1920 wurde er im Corps Franconia Tübingen aktiv. Nach Abschluss des Studiums und dem unerwarteten Tod seines Bruders Reinhold trat er 1927 in das elterliche Unternehmen ein und führte es nach dem Tode des Vaters im Jahre 1934 weiter. Der monarchistisch geprägte Verleger stand dem Nationalsozialismus ablehnend gegenüber. Im März 1943 wurde der Verlag geschlossen. Jubelt nutzte die Zeit bis Kriegsende für Forschungen zur Heimatgeschichte seiner Stadt und Region.
In den letzten Wochen des Zweiten Weltkrieges besetzten Streitkräfte der Vereinigten Staaten die Stadt Zeitz. Jubelt wurde am 27. April 1945 durch die amerikanische Militäradministration als kommissarischer Oberbürgermeister der Stadt und Nachfolger des bisherigen Oberbürgermeisters Hugo Ludwig Rath eingesetzt. Im Juli 1945 wurde Zeitz von sowjetischen Truppen besetzt. Jubelt wurde nach Denunziation durch den Kommunisten und Nachfolger im Amt, Herbert Feiner, am 17. Juli von der sowjetischen Administration aus seinem Amt entlassen und am 5. September 1945 verhaftet. Mit 53 Jahren verhungerte er im Speziallager Nr. 2 Buchenwald.
Der Stadtrat Zeitz ehrte Arthur Jubelts Leistungen für die Stadt und ernannte ihn am 25. November 1999 postum zum Ehrenbürger der Stadt Zeitz.
Am 26. Mai 2023 wurde durch MEMORIAL Deutschland im Beisein von öffentlichen Vertretern und der Familie die sechste Erinnerungstafel in Deutschland an seinem ehemaligen Wohnhaus „die letzte Adresse“ angebracht.

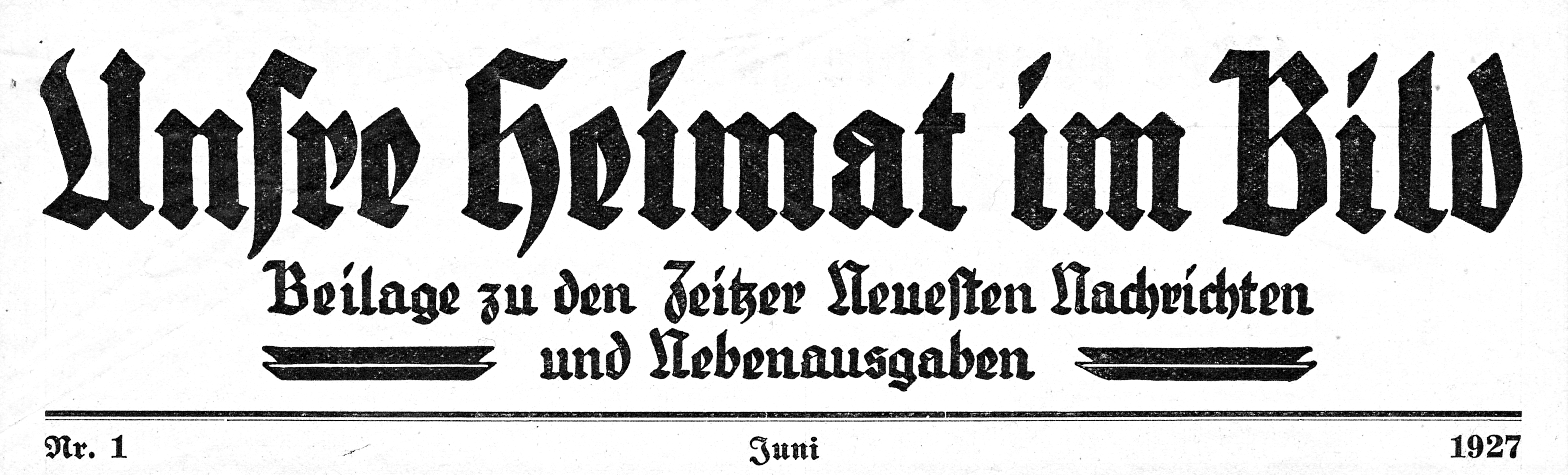
Titel der Erstausgabe Juni 1927

## Wirken
Zwischen 1927 und 1943 veröffentlichte Jubelt in über 100 Ausgaben die Beilage „Unsre Heimat im Bild“ der „Zeitzer Neuesten Nachrichten“ mit Erkenntnissen seiner Forschung zur Geschichte der Stadt Zeitz und ihrer Umgebung.

## Ehrungen

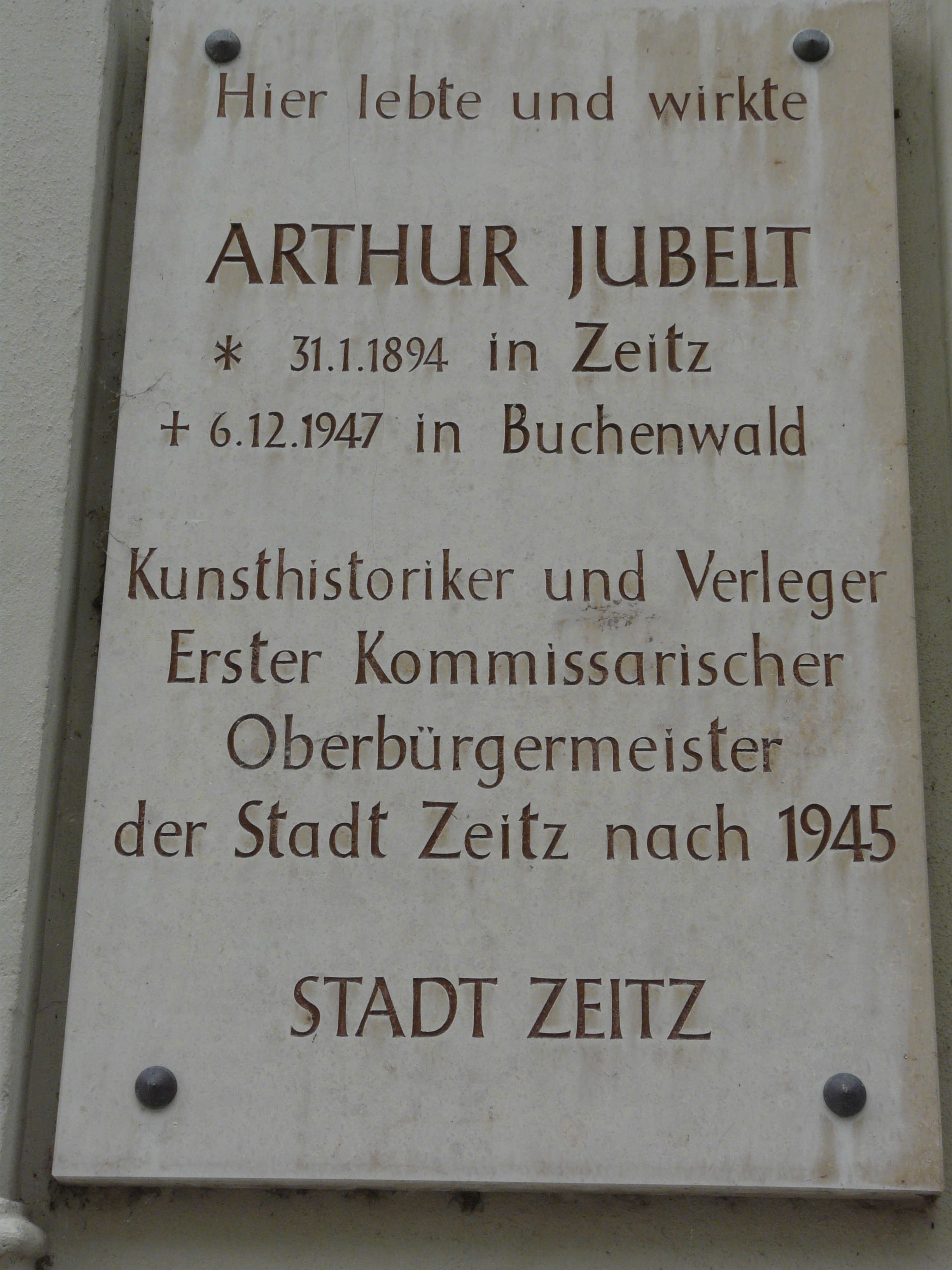
Gedenktafel Arthur Jubelt am Wohn- und Geschäftshaus Familie Jubelt, Zeitz

Anlässlich der postumen Ernennung zum Ehrenbürger der Stadt Zeitz, wurde am 25. Mai 2000 an Jubelts vormaligem Wohnhaus in der Brüderstraße 14/16 eine Gedenktafel angebracht und in Anwesenheit des Oberbürgermeisters Dieter Kmietczyk, der Familie Jubelt und weiterer Gäste und Ratsmitglieder enthüllt. Anschließend wurde in einer Feierstunde Arthur Jubelt in das Goldene Buch der Stadt Zeitz eingetragen.
Die Stadt Zeitz erinnerte im Jahre 2000 mit einer Ausstellung an Arthur Jubelt. 2012/2013 zeigte die Gewandhaus-Galerie in Zeitz die Ausstellung „Arthur Jubelt und sein Zeitz – Kampf und Scheitern“.
Im Mai 2023 wurde eine Tafel der „Letzten Adresse“ für Arthur Jubelt in der Brüderstrasse 14/16 in  Zeitz angebracht.

## Schriften
- Unsere Heimat – Zeitz. Hrsg. von Hans-Joachim Richter. Eigenverlag, Leipzig 1999 (Neudruck der Einzelpublikationen von 1927–1943).